# Amstel Gold Race 1986
La 21ª edición de la Amstel Gold Race se disputó el 26 de abril de 1986 en la provincia de Limburg (Países Bajos). La carrera constó de una longitud total de 242 km, entre Heerlen y Meerssen.
El vencedor fue el holandés Steven Rooks (PDM) fue el vencedor de esta edición al imponerse a su compañero de fuga, el también holandés Joop Zoetemelk (Kwantum). El belga Ronny Van Holen (Lotto) completó el podio. 

## Clasificación final
| Pos. | Ciclista           | Equipo                 | Tiempo     |
| ---- | ------------------ | ---------------------- | ---------- |
| 1    | Steven Rooks       | PDM                    | 6h 08' 12" |
| 2    | Joop Zoetemelk     | Kwantum                | m. t.      |
| 3    | Ronny Van Holen    | Lotto                  | + 37"      |
| 4    | Joey McLoughlin    | ANC-Halfords           | m. t.      |
| 5    | Teun van Vliet     | Panasonic              | m. t.      |
| 6    | Adri van der Poel  | Kwantum                | m. t.      |
| 7    | Francesco Moser    | Supermercati Brianzoli | m. t.      |
| 8    | Marc Sergeant      | Lotto                  | m. t.      |
| 9    | Claude Criquielion | Hitachi                | m. t.      |
| 10   | Nico Emonds        | Kwantum                | m. t.      |